# Thomas Baldwin (Filmschaffender)
Thomas „Tom“ Baldwin († 10. Dezember 2022) war ein US-amerikanischer Drehbuchautor, Filmproduzent, Filmregisseur und Filmschauspieler der 1980er Jahre überwiegend des Filmgenres des Action- und Exploitationfilms. Er wirkte in verschiedenen filmschaffenden Funktionen vor allem an Filmen der Brüder David A. und Ted Prior mit.

## Leben
Baldwin begann seine ersten Schritte in der Filmindustrie zu Beginn der 1980er Jahre. 1983 wirkte er als Associate Producer am Film Sledgehammer mit. Ab dem Folgejahr bis einschließlich 1988 war er an der Produktion der Fernsehserie Cover Story beteiligt. Danach fungierte er als Associate Producer in Kill Zone von 1985 und Aerobicide von 1987. 1988 fungierte er in Night Wars als Produktionsleiter. Ab 1987 bis 1989 war er als Regieassistent an den Filmproduktionen Aerobicide, Tödliche Beute, Death Squad, Chase – Tödliches Spiel, Operation Warzone, Phönix – The Warrior und Born Killer. In Tödliche Beute erhielt er außerdem seine erste und letzte Filmrolle.
1989 führte Baldwin Regie für den Actionfilm Order of the Eagle. Als Hauptdarsteller konnte Frank Stallone, jüngerer Bruder des Actionfilmstars der 1980er und frühen 1990er Jahren Sylvester Stallone, gewonnen werden. Im selben Jahr schrieb er gemeinsam mit David Heavener das Drehbuch zum Science-Fiction-Western Reactor. Außerdem verfasste er 1989 gemeinsam mit Robert Ginty das Drehbuch zum Actionfilm The Bounty Hunter. Im selben Jahr verfasste er gemeinsam mit David A. Prior das Drehbuch zu Future Force. Nach 1989 wirkte er in keiner Filmproduktion mehr mit.
Er verstarb am 10. Dezember 2022.

## Filmografie (Auswahl)

### Drehbuch
- 1989: Reactor (Deadly Reactor)
- 1989: The Bounty Hunter
- 1989: Future Force

### Produktion
- 1983: Sledgehammer
- 1984–1988: Cover Story
- 1985: Kill Zone (Killzone)
- 1987: Aerobicide (Killer Workout)
- 1988: Night Wars

### Regie
- 1989: Order of the Eagle

#### Regieassistent
- 1987: Aerobicide (Killer Workout)
- 1987: Tödliche Beute (Deadly Prey)
- 1987: Death Squad (Mankillers)
- 1988: Chase – Tödliches Spiel (Death Chase)
- 1988: Operation Warzone
- 1988: Phönix – The Warrior
- 1989: Born Killer

### Schauspiel
- 1987: Tödliche Beute (Deadly Prey)